# Espace Go
 (février 2019).
Si vous disposez d'ouvrages ou d'articles de référence ou si vous connaissez des sites web de qualité traitant du thème abordé ici, merci de compléter l'article en donnant les références utiles à sa vérifiabilité et en les liant à la section « Notes et références ».
L'Espace Go est un théâtre à Montréal, situé sur le boulevard Saint-Laurent. La capacité du théâtre est de 160 à 280 fauteuils, en fonction de la configuration de la salle. La direction est actuellement assurée par Edith Patenaude et Mayi-Eder Inchauspé.
L'Espace Go a une double vocation de producteur et de diffuseur autour des auteurs contemporains et des pratiques novatrices.

## Historique

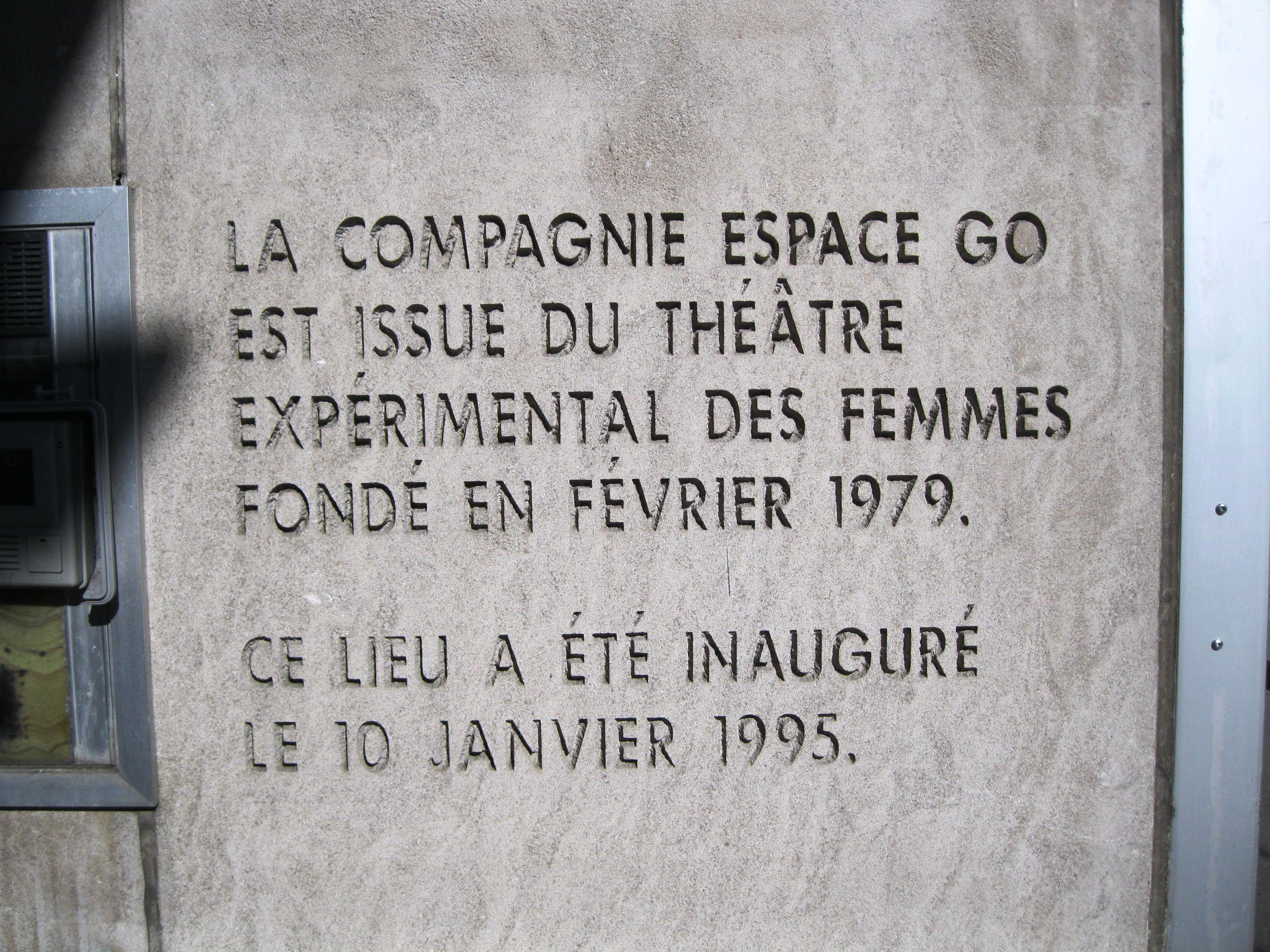
Texte gravé sur la façade du théâtre.

Le théâtre Espace Go est issu du Théâtre Expérimental des Femmes, fondé en 1979 par Pol Pelletier, Louise Laprade et Nicole Lecavalier, qui se consacre aux créations collectives et à la dramaturgie féminine. Cette compagnie joue un rôle important dans l'histoire du théâtre féministe et post-féministe au Québec. Les premières années sont marquées par des créations collectives, l’émergence d’une dramaturgie de femmes et les festivals de créations de femmes. De 1979 à 1983, le théâtre occupait la salle de la Maison Beaujeu dans le Vieux-Montréal. Le bail n'est pas renouvelé pour la saison 1983-1984.
En 1985, après deux ans de nomadisme, le TEF s'installe dans une petite manufacture de la rue Clark à Montréal. Ce lieu sera appelé pour la première fois Espace Go.
En 1988, la compagnie invite pour la première fois un homme, Claude Poissant, à signer la mise en scène de La Déposition d'Hélène Pedneault. Depuis, des camarades masculins participent à ses créations et siègent à son conseil d'administration où les femmes demeurent, encore aujourd'hui, majoritaires.
Le 9 mars 1991, le conseil d'administration procède officiellement au changement de nom de la compagnie. Sa charte est actualisée. Le Théâtre Expérimental des Femmes appartiendra dorénavant à l'histoire de l'Espace Go.
Le nouveau studio-théâtre à configuration variable, situé sur le boulevard Saint-Laurent, est inauguré le 10 janvier 1995. L'édifice, dessiné par l'architecte Éric Gauthier, mérite le prix d'Excellence de l'Ordre des architectes du Québec, dans la catégorie institutionnelle.

## Compagnies en résidence
Le Théâtre PÀP était en résidence artistique à l'Espace Go, jusqu'en 2017. Aujourd'hui, deux compagnies y sont en résidence : Porte Parole, dirigée par Annabel Soutar, et UBU compagnie de création, dirigée par Denis Marleau et Stéphanie Jasmin. UBU et l'Espace Go ont déjà réalisé conjointement de multiples spectacles depuis 2006.

## Théâtrographie
Il s'agit d'une sélection des productions marquantes. La théâtrographie complète est accessible sur le site de la compagnie.
- 2023 : corde. raide, texte de Debbie Tucker Green, mise en scène d'Alexia Bürger
- 2022 : Okinum d'Émilie Monnet, mise en scène d'Émilie Monnet et Emma Tibaldo
- 2022 : Les Dix commandements de Dorothy Dix, texte de Stéphanie Jasmin, mise en scène de Denis Marleau
- 2020 : L'Assemblée, texte d'Alex Ivanovici, Annabel Soutar et Brett Watson, mise en scène de Chris Abraham
- 2019 : Soifs Matériaux, texte de Marie-Claire Blais, mise en scène de Stéphanie Jasmin et Denis Marleau
- 2018 : Les Marguerite(s), texte de Stéphanie Jasmin, mise en scène de Stéphanie Jasmin et Denis Marleau
- 2017 : Manifeste de la Jeune-Fille, texte et mise en scène d'Olivier Choinière
- 2016 : Une femme à Berlin, texte de Marta Hillers, mise en scène de Brigitte Haentjens
- 2015 : Peepshow, texte et mise en scène de Marie Brassard
- 2015 : Five Kings - l'histoire de notre chute, texte d'Olivier Kemeid d'après Shakespeare, mise en scène de Frédéric Dubois
- 2015 : Un tramway nommé Désir, texte de Tennessee Williams, mise en scène de Serge Denoncourt
- 2014 : Cinq visages pour Camille Brunelle, texte de Guillaume Corbeil, mise en scène de Claude Poissant
- 2013 : La fureur de ce que je pense, d'après Nelly Arcan, mise en scène de Marie Brassard
- 2010 : Jackie, texte d'Elfriede Jelinek, mise en scène de Denis Marleau et Stéphanie Jasmin
- 2010 : The Dragonfly of Chicoutimi, texte de Larry Tremblay, mise en scène de Claude Poissant
- 2009 : Rouge gueule, texte d'Étienne Lepage, mise en scène de Claude Poissant
- 2002 : Les Feluettes, texte de Michel Marc Bouchard, mise en scène de Serge Denoncourt
- 2000 : Being at home with Claude, texte et mise en scène de René-Daniel Dubois
- 1996 : Quartett, texte d'Heiner Müller, mise en scène de Brigitte Haentjens
- 1995 : Albertine en cinq temps, texte de Michel Tremblay, mise en scène de Martine Beaulne
- 1993 : Cendres de cailloux, texte de Daniel Danis, mise en scène de Louise Laprade
- 1992 : Provincetown Playhouse, Juillet 1919, j'avais 19 ans, texte de Normand Chaurette, mise en scène d'Alice Ronfard
- 1991 : Dans la solitude des champs de coton, texte de Bernard-Marie Koltès, mise en scène d'Alice Ronfard
- 1990 : Oh les beaux jours, texte de Samuel Beckett, mise en scène de Brigitte Haentjens
- 1988 : Le Tempête de William Shakespeare, mise en scène d'Alice Ronfard
- 1988 : La Déposition d'Hélène Pedneault, mise en scène de Claude Poissant
- 1981 : La terre est trop courte, Violette Leduc de Jovette Marchessault, mise en scène de Pol Pelletier
- 1981 : La lumière blanche, texte et mise en scène de Pol Pelletier
- 1980 : Parce que c'est la nuit, une création collective de Chantal Beaupré + Markita Boies + Louise Laprade + Nicole Lecavalier, mise en scène de Léo Munger

## Quai des arts

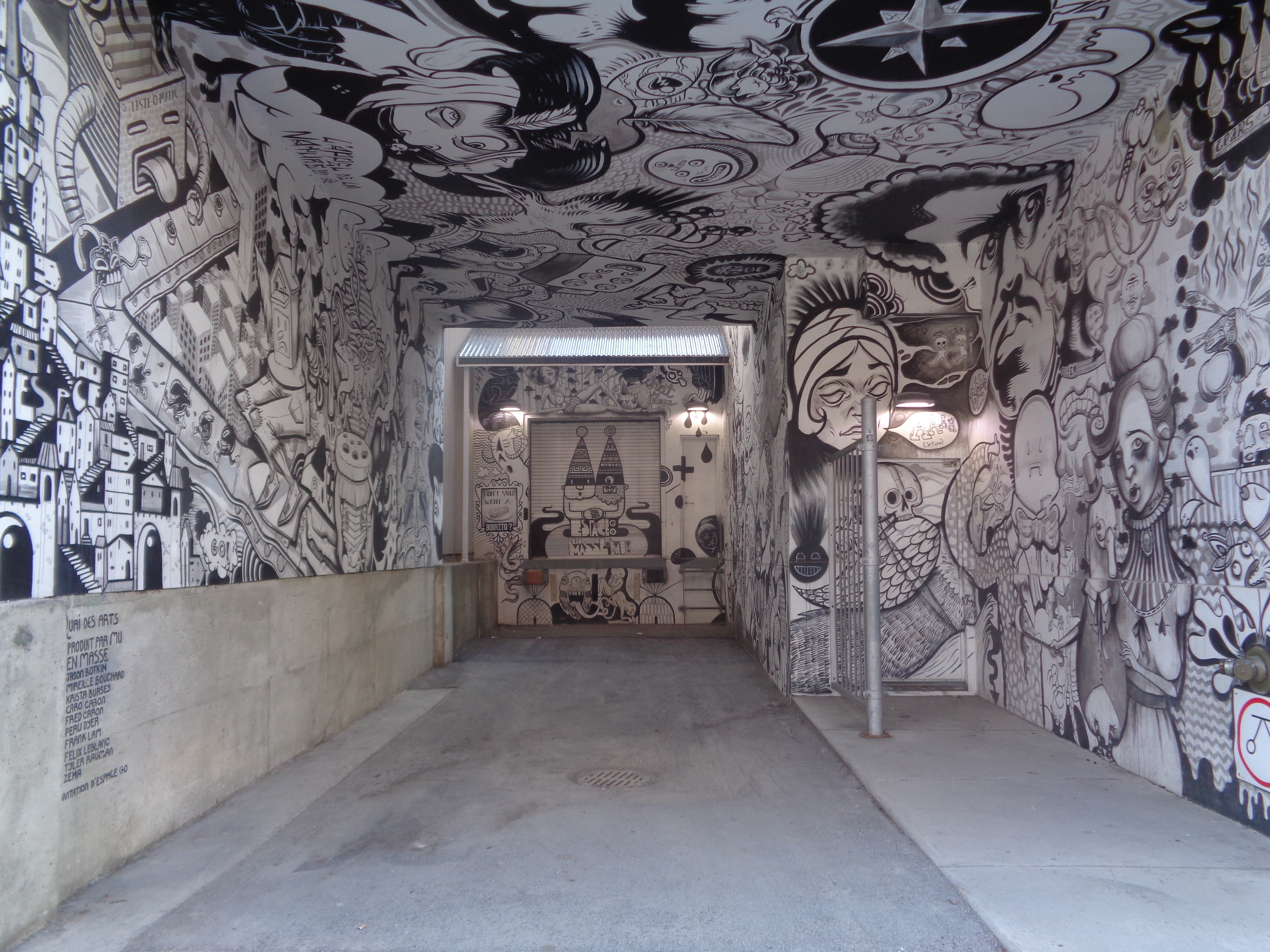
Quai des arts

Le bâtiment se distingue par une peinture murale collaborative dans son quai de chargement.

## Prix et distinctions (sélection)
2004 : Espace Go reçoit le Grand Prix du Conseil des arts de Montréal, au moment de ses 25 ans d'existence
2002 : Julie Le Breton remporte le Prix Interprétation féminine de l'Association québécoise des critiques de théâtre pour son rôle dans Les Dix Commandements de Dorothy Dix